# Milan Football Club 1921-1922
Questa voce raccoglie le informazioni riguardanti il Milan Football Club nelle competizioni ufficiali della stagione 1921-1922.

## Stagione
In questa stagione ha luogo la scissione del campionato di calcio italiano. A causa dell'enorme numero di squadre partecipanti (problema mai risolto dalla F.I.G.C.) parte delle società costituiscono la Confederazione Calcistica Italiana (C.C.I.) e organizzano un proprio campionato. A questo torneo prendono parte le società maggiori, Milan compreso, mentre al campionato della F.I.G.C. partecipano i sodalizi minori.
Nel campionato C.C.I. il Milan si classifica 9º nel girone A della Lega Nord disputando una stagione deludente (11 sconfitte su 22 partite). In questa stagione ci sono quindi due squadre campioni d'Italia, una della C.C.I. (la Pro Vercelli) e una della F.I.G.C. (la Novese).

## Divise
| Casa | Trasferta |

## Organigramma societario
Area direttiva
- Presidente: Piero Pirelli
- Vicepresidente: Iro Bronzi
- Segretario: Gian Guido Piazza

Area tecnica
- Allenatore: carica vacante

## Rosa
| N. |                      | Ruolo | Calciatore               |
| -- | -------------------- | ----- | ------------------------ |
|    | Italia (bandiera)    | P     | Luigi Binda              |
|    | Italia (bandiera)    | P     | Eugenio Porrati          |
|    | Italia (bandiera)    | D     | Renzo Azaghi             |
|    | Italia (bandiera)    | D     | Arnaldo Giudici          |
|    | Italia (bandiera)    | D     | Umberto Soldati          |
|    | Italia (bandiera)    | C     | Pietro Bronzini          |
|    | Italia (bandiera)    | C     | Alfredo De Franceschini  |
|    | Italia (bandiera)    | C     | Amilcare Della Noce      |
|    | Argentina (bandiera) | C     | Cesare Lovati (capitano) |
|    | Italia (bandiera)    | C     | Giovanni Maggioni        |
|    | Italia (bandiera)    | C     | Renzo Monti              |

| N. |                   | Ruolo | Calciatore            |
| -- | ----------------- | ----- | --------------------- |
|    | Italia (bandiera) | C     | Ernesto Morandi       |
|    | Italia (bandiera) | C     | Francesco Soldera     |
|    | Italia (bandiera) | C     | Ferdinando Trabattoni |
|    | Italia (bandiera) | A     | Natale Loiacono       |
|    | Italia (bandiera) | A     | Giovanni Mazzoni      |
|    | Italia (bandiera) | A     | Giampiero Murer       |
|    | Italia (bandiera) | A     | Venerino Papa         |
|    | Italia (bandiera) | A     | Luigi Poggia          |
|    | Italia (bandiera) | A     | Giuseppe Santagostino |
|    | Italia (bandiera) | A     | Gustavo Zacchi        |
|    | Italia (bandiera) | A     | Mario Roghi           |

## Calciomercato
| Acquisti | Acquisti              | Acquisti        | Acquisti |
| R.       | Nome                  | da              | Modalità |
| -------- | --------------------- | --------------- | -------- |
| D        | Renzo Monti           | US Milanese     | -        |
| A        | Giampiero Murer       | AC Libertas     | -        |
| A        | Venerino Papa         | Alessandria     | -        |
| C        | Luigi Poggia          | AC Libertas     | -        |
| P        | Eugenio Porrati       | Alessandria     | -        |
| A        | Giuseppe Santagostino | Juventus Italia | -        |
| D        | Umberto Soldati       | AC Libertas     | -        |

| Cessioni | Cessioni                 | Cessioni         | Cessioni |
| R.       | Nome                     | da               | Modalità |
| -------- | ------------------------ | ---------------- | -------- |
| C        | Gaetano Augusto Avanzini | Enotria Goliardo | -        |
| A        | Carlo Bozzi              | Enotria Goliardo | -        |
| A        | Romolo Ferrario          | Enotria Goliardo | -        |
| C        | Alessandro Scarioni      | US Milanese      | -        |
| P        | Antonio Travelli         | ASSI Milano      | -        |

## Risultati

### Prima Divisione

#### Girone A Lega Nord

##### Girone di andata
| Arbitro: | Barnabò (Milano) |

|  |           |                                                      |
|  | Marcatori | 35’ Fornero 49’ Patti 65’ Marucco 87’, 89’ Mattuteia |

| Arbitro: | Sarto (Bologna) |

|  |           |                             |
|  | Marcatori | ?’ Santagostino ?’ Papa III |

| Arbitro: | Sanguineti (Genova) |

|                 |           |                                       |
| Santagostino 6’ | Marcatori | 3’ (aut.) Lovati 20’ Marchi 61’ Gallo |

| Arbitro: | Vagge (Genova) |

|                                         |           |                        |
| Anichini 20’ Innocenti 27’ Nigiotti 44’ | Marcatori | 56’ Papa III 81’ Roghi |

| Arbitro: | Varetto (Torino) |

|                  |           |  |
| Santagostino 75’ | Marcatori |  |

| Milano 6 novembre 1921 6ª giornata | US Milanese     | 0 – 0 | Milan | Campo di viale Lombardia\| Arbitro: \| A.Gama (Milano) \| |
| Arbitro:                           | A.Gama (Milano) |       |       |                                                           |

| Milano 13 novembre 1921 7ª giornata | Milan           | 0 – 0 | Andrea Doria | Campo di viale Lombardia\| Arbitro: \| Majani (Torino) \| |
| Arbitro:                            | Majani (Torino) |       |              |                                                           |

| Arbitro: | Olivari (Genova) |

|                       |           |           |
| Santagostino 15’, 75’ | Marcatori | 25’ Baldi |

| Arbitro: | Canestrini (Novara) |

|               |           |              |
| Gemò 35’, 84’ | Marcatori | 63’ Papa III |

| Arbitro: | Brunetti (Torino) |

|                         |           |                               |
| Loiacono 17’ Poggia 87’ | Marcatori | 54’ Venturini 76’ Agostinelli |

| Arbitro: | Olivari (Genova) |

|                      |           |                   |
| Calzolari 12’ (rig.) | Marcatori | 25’, 79’ Papa III |

##### Girone di ritorno
| Arbitro: | Dani (Genova) |

|                                          |           |                           |
| Fornero 3’ Migliavacca 58’ Mattuteia 76’ | Marcatori | 15’ Trabattoni 47’ Lovati |

| Arbitro: | Venegoni (Legnano) |

|                                                               |           |  |
| Papa III 5’, 14’, 55’ Poggia 40’ Loiacono 50’ Zacchi 70’, 75’ | Marcatori |  |

| Torino 9 aprile 1922 14ª giornata | Juventus       | 0 – 0 | Milan | Stadio di Corso Sebastopoli\| Arbitro: \| Vagge (Genova) \| |
| Arbitro:                          | Vagge (Genova) |       |       |                                                             |

| Arbitro: | Brunetti (Torino) |

|              |           |                                    |
| Papa III 28’ | Marcatori | 32’ (rig.) Scotti 60’ Innocenti II |

| Arbitro: | Vagge (Genova) |

|                                                 |           |  |
| Rampini II 30’, 34’, ?’ Borello 50’ Lavarino ?’ | Marcatori |  |

| Arbitro: | Sanguineti (Genova) |

|                           |           |  |
| Loiacono 30’ Papa III 61’ | Marcatori |  |

| Arbitro: | Canestrini (Novara) |

|               |           |                |
| Dellacasa 30’ | Marcatori | 7’, 76’ Poggia |

| Arbitro: | Venegoni (Legnano) |

|                                        |           |  |
| Alberti 15’, 59’ Rubini 30’ Crespi 35’ | Marcatori |  |

| Arbitro: | Guarnieri (Milano) |

|  |           |                |
|  | Marcatori | 5’ Chiecchi II |

| Arbitro: | A.Gama (Milano) |

|                      |           |              |
| Agostinelli 20’, 59’ | Marcatori | 27’ Papa III |

| Arbitro: | Sanguineti (Genova) |

|  |           |               |
|  | Marcatori | 60’ Morando I |

## Statistiche

### Statistiche di squadra
| Competizione    | Punti | In casa | In casa | In casa | In casa | In casa | In casa | In trasferta | In trasferta | In trasferta | In trasferta | In trasferta | In trasferta | Totale | Totale | Totale | Totale | Totale | Totale | DR |
| Competizione    | Punti | G       | V       | N       | P       | Gf      | Gs      | G            | V            | N            | P            | Gf           | Gs           | G      | V      | N      | P      | Gf     | Gs     | DR |
| --------------- | ----- | ------- | ------- | ------- | ------- | ------- | ------- | ------------ | ------------ | ------------ | ------------ | ------------ | ------------ | ------ | ------ | ------ | ------ | ------ | ------ | -- |
| Prima Divisione | 18    | 11      | 4       | 2       | 5       | 16      | 15      | 11           | 3            | 2            | 6            | 13           | 21           | 22     | 7      | 4      | 11     | 29     | 36     | -7 |

### Statistiche dei giocatori
| Giocatore          | Prima Divisione | Prima Divisione |
| Giocatore          | Presenze        | Reti            |
| ------------------ | --------------- | --------------- |
| R. Azaghi          | 4               | 0               |
| L. Binda           | 20              | -33             |
| P. Bronzini        | 21              | 0               |
| A. De Franceschini | 2               | 0               |
| A. Della Noce      | 3               | 0               |
| A. Giudici         | 1               | 0               |
| N. Loiacono        | 21              | 3               |
| C. Lovati          | 22              | 1               |
| G. Maggioni        | 2               | 0               |
| G. Mazzoni         | 1               | 0               |
| R. Monti           | 6               | 0               |
| E. Morandi         | 21              | 0               |
| G. Murer           | 15              | 0               |
| V. Papa            | 20              | 10              |
| L. Poggia          | 15              | 4               |
| E. Porrati         | 2               | -3              |
| M. Roghi           | 13              | 1               |
| G. Santagostino    | 10              | 5               |
| U. Soldati         | 12              | 0               |
| F. Soldera         | 20              | 0               |
| F. Trabattoni      | 3               | 1               |
| G. Zacchi          | 8               | 2               |